# Derek Smith (hockey sur glace, 1975)
Pour les articles homonymes, voir Smith et Derek Smith.
Derek Smith (né le 22 avril 1975 à Edmonton, dans la province de l'Alberta au Canada) est un joueur professionnel canadien de hockey sur glace.

## Carrière de joueur
Smith évolue durant trois saisons avec les Hawks de Nipawin de la Ligue de hockey junior de la Saskatchewan, soit de 1993 à 1996, puis il s'engage pour une saison avec l'Université de Regina avant de passer professionnel en 1997.
Il quitte le hockey professionnel au terme de la saison 2001-2002.

## Statistiques
| Saison    | Équipe                 | Ligue |    | Saison régulière | Saison régulière | Saison régulière | Saison régulière | Saison régulière |   | Séries éliminatoires | Séries éliminatoires | Séries éliminatoires | Séries éliminatoires | Séries éliminatoires |
| Saison    | Équipe                 | Ligue | PJ | B                | A                | Pts              | Pun              | PJ               | B | A                    | Pts                  | Pun                  |                      |                      |
| 1993-1994 | Hawks de Nipawin       | LHJS  | 64 | 10               | 24               | 34               | 139              | -                | - | -                    | -                    | -                    |                      |                      |
| 1994-1995 | Hawks de Nipawin       | LHJS  | 64 | 18               | 31               | 49               | 79               | -                | - | -                    | -                    | -                    |                      |                      |
| 1995-1996 | Hawks de Nipawin       | LHJS  | 61 | 17               | 35               | 52               | 48               | -                | - | -                    | -                    | -                    |                      |                      |
| 1996-1997 | Université de Regina   | ASUOC | 24 | 7                | 11               | 18               | 28               | -                | - | -                    | -                    | -                    |                      |                      |
| 1997-1998 | Blizzard de Huntington | ECHL  | 70 | 14               | 17               | 31               | 35               | 4                | 0 | 2                    | 2                    | 2                    |                      |                      |
| 1998-2099 | Blizzard de Huntington | ECHL  | 70 | 8                | 15               | 23               | 95               | -                | - | -                    | -                    | -                    |                      |                      |
| 1999-2000 | Nailers de Wheeling    | ECHL  | 66 | 18               | 29               | 47               | 139              | -                | - | -                    | -                    | -                    |                      |                      |
| 2001-2002 | Nailers de Wheeling    | ECHL  | 63 | 8                | 29               | 37               | 62               | -                | - | -                    | -                    | -                    |                      |                      |
| 2001-2002 | Rattlers d'Amarillo    | LCH   | 37 | 10               | 12               | 22               | 33               | -                | - | -                    | -                    | -                    |                      |                      |